# Arzakan
Arzakan (en arménien Արզական) est une communauté rurale du marz de Kotayk, en Arménie. Elle compte 2 906 habitants en 2008.